# Vilém de Croÿ (biskup)
Kardinál Guillaume, Guillermo nebo Vilém de Croÿ (1497 – 6. ledna 1521), člen šlechtického rodu Croÿ, byl v letech 1516–1519 knížetem-biskupem cambraiským a v letech 1517–1521 arcibiskupem toledským. Narodil se v habsburském Nizozemí a zemřel ve Wormsu v Německu.

## Rodina a mládí
Vilém de Croÿ byl synem Jindřicha de Croÿ, hraběte z Porcien, a Šarloty de Châteaubriant. Jeho strýcem byl vlivný Vilém de Croÿ, pán z Chièvres, jeden z hlavních rádců budoucího císaře Svaté říše římské Karla Gentského. Další strýc, Jakub de Croÿ, byl knížetem-biskupem cambraiským. Mladého Viléma vyučoval španělský humanista Juan Luis Vives. Dne 3. září 1511 se zapsal na Lovaňskou univerzitu. Později mu Vives věnoval své Meditationes (Lovaň, 1518) a Jacobus Latomus knihu De trium linguarum (Antverpy, 1519), oba jako jeho bývalí mentoři.

## Církevní kariéra
V roce 1516 byl osmnáctiletý Croÿ zvolen biskupem cambraiským po svém strýci Jakubovi. Tím získal také titul vévody z Cambrai, hraběte z Cambrésis a knížete Svaté říše římské. Dne 1. dubna 1517 jej papež Lev X. jmenoval kardinálem-jáhnem kostela Santa Maria v Aquiru. Od roku 1518 nesl také titul opata opatství Affligem, čímž se stal nejvýše postaveným členem prvního stavu ve Stavovském shromáždění Brabantska.
Po smrti kardinála Francisca Jiméneze de Cisnerose, arcibiskupa toledského, dne 8. listopadu 1517, se Croÿ stal jeho nástupcem. Arcibiskupství toledské bylo nejbohatší a nejmocnější v celém Španělsku. Hlavním kandidátem na úřad byl Alonso de Aragón, arcibiskup zaragozský, nemanželský syn krále Ferdinanda II. Aragonského a nevlastní strýc mladého krále Karla. Vilémův strýc, pán z Chièvres, však na tento post prosadil svého dvacetiletého synovce, čímž se Vilém stal primasem Španělska a kancléřem Kastilie. Rozhodnutí bylo přijato 9. listopadu, ale jmenování proběhlo až v prvním týdnu roku 1518. Komplikace způsobila závěť královny Isabely I. Kastilské, která výslovně zakazovala udělování církevních úřadů cizincům. Karel tento problém vyřešil vydáním naturalizační listiny 14. listopadu, kterou prohlásil Viléma za Kastilce. Papež Lev X. již 12. října udělil dispens, který Viléma osvobozoval od jakékoli současné i budoucí povinnosti osobně sídlit v úřadu. Původně měl tento dispens legitimizovat jeho držení biskupství v Sorii, nyní však byl použit k ospravedlnění jeho jmenování arcibiskupem toledským.
Jmenování cizince do tohoto úřadu vyvolalo v Kastilii skandál. Cisneros byl velmi uznávaný, zatímco Croÿ byl neznámý mladík. Tento akt protekcionismu přispěl k vypuknutí povstání komunérů v roce 1520. Kastilské kortesy na sněmu ve Valladolidu v roce 1518 protestovaly proti jeho jmenování a požadovaly, aby v budoucnu nebyly cizincům udělovány naturalizační listiny a aby Croÿ osobně sídlil v Toledu. Král Karel s tím souhlasil, ale přestože se Vilém vzdal Cambraiského biskupství (ve prospěch svého bratra Roberta de Croÿ), nikdy do Španělska neodcestoval.

## Smrt
Vilém de Croÿ utrpěl 6. ledna 1521 zranění při pádu z koně během lovu, když doprovázel císaře Karla V. při přípravách na Wormský sněm. Zemřel ještě téhož dne ve věku 23 let. Jeho smrt byla veřejně oznámena až 11. ledna, což někdy vede k nesprávnému datování jeho úmrtí. Po zádušní mši ve Wormsu 21. ledna bylo jeho tělo převezeno do Nizozemí a pohřbeno v kostele celestýnů v Heverlee, který založil jeho otec.
Humanista Erasmus Rotterdamský 16. února napsal Guillaumovi Budé o jeho smrti: „Z celého srdce miloval svobodná studia.“ Croÿ s Erasmem korespondoval a v roce 1519 mu Erasmus ukázal svou knihovnu a pozval ho na přátelský pohár.
Zpráva o Croÿově smrti dorazila do Španělska 25. ledna a vyvolala tam značný rozruch. Biskup Antonio Osorio de Acuña, jeden z vůdců povstání komunérů, se okamžitě vydal do Toleda, aby se pokusil získat úřad arcibiskupa. Povstání však bylo potlačeno a novým arcibiskupem toledským se v roce 1523 stal Alonso III. Fonseca. Vilém de Croÿ nebyl v Kastilii příliš oplakáván. Pouze Diego López Pacheco, markýz z Villeny, podporoval jeho jmenování – pravděpodobně proto, aby si získal přízeň jeho mocného strýce.
Dle tehdejšího kronikáře Alonsa de Santa Cruz bylo Vilémovo brzké úmrtí „spravedlivým božím soudem, že se Croÿ netěšil ze svého arcibiskupství a markýz nedosáhl svého návratu k moci“.